# 玛贝尔·兰德里
玛贝尔·兰德里（英語：Mabel Landry，1932年11月20日—2025年2月20日），美国女子田径运动员。她曾代表美国参加1955年泛美运动会田径比赛，获得一枚金牌和一枚铜牌。她也参加了1952年夏季奥运会。